# Aslanbek Shymbergenov
Aslanbek Shymbergenov, född 9 oktober 1993 i Taraz, är en kazakisk boxare.

## Karriär
Shymbergenov tog guld vid världsmästerskapen i boxning i weltervikt år 2023. Han är uttagen att delta vid sommar-OS 2024 där han även är flaggbärare.